# مرادآباد (اسماعیلی)
مرادآباد روستایی در دهستان اسماعیلی بخش اسماعیلی شهرستان جیرفت استان کرمان ایران است.

## جمعیت
بر پایه سرشماری عمومی نفوس و مسکن در سال ۱۳۹۵ جمعیت این مکان ۶۷۵ نفر (۱۹۸خانوار) بوده‌است.